# 华南针毛鼠
华南针毛鼠（学名：Niviventer sacer）也称华南白腹鼠、拟刺毛鼠，一种分布于中国南方及中南半岛地区的啮齿动物，隶属于鼠科白腹鼠属针毛鼠种团。本种是英国学者约翰·刘易斯·詹姆斯·邦霍特（John Lewis James Bonhote）于1905年描述发表。本种曾被视为针毛鼠（Niviventer fulvescens）东方亚种。2012年俄罗斯学者通过系统分类学研究，将本种提升为独立种。